# Подвиг Ермака (роман)

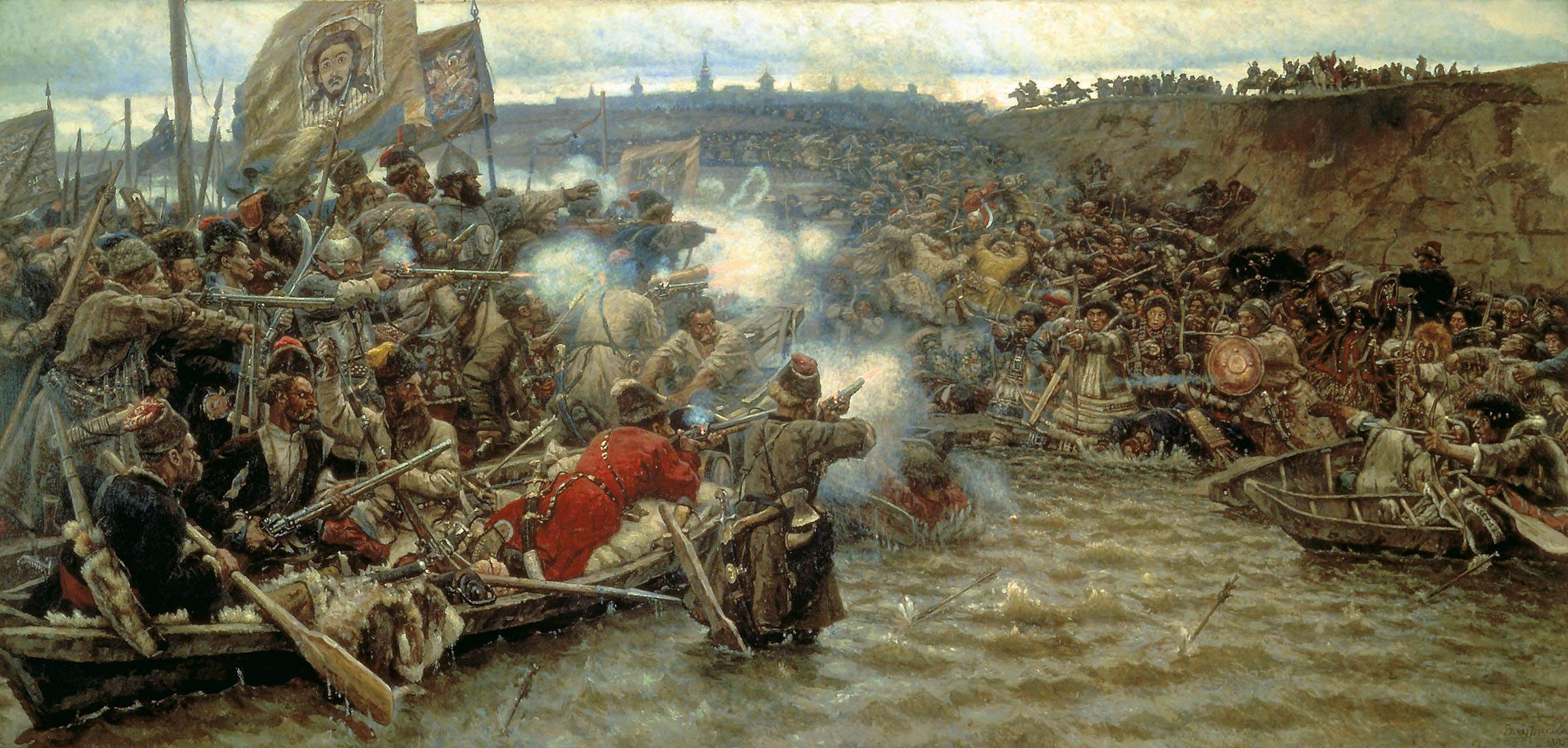
Василий Иванович Суриков, «Покорение Сибири Ермаком». Холст, масло

«Подвиг Ермака» — исторический роман донского писателя Василия Петровича Гнутова (1911—1999), члена Союза писателей России с 1991 года. Увидел свет в 1986 году в Ростовском книжном издательстве.

## История создания
Чтобы написать этот масштабный роман, В. П. Гнутов четыре года изучал сибирские летописи и специальную научно-историческую литературу, в том числе сочинения Г. Ф. Миллера, С. В. Бахрушина, А. Д. Колесникова, Р. Г. Скрынникова и др.

## Содержание

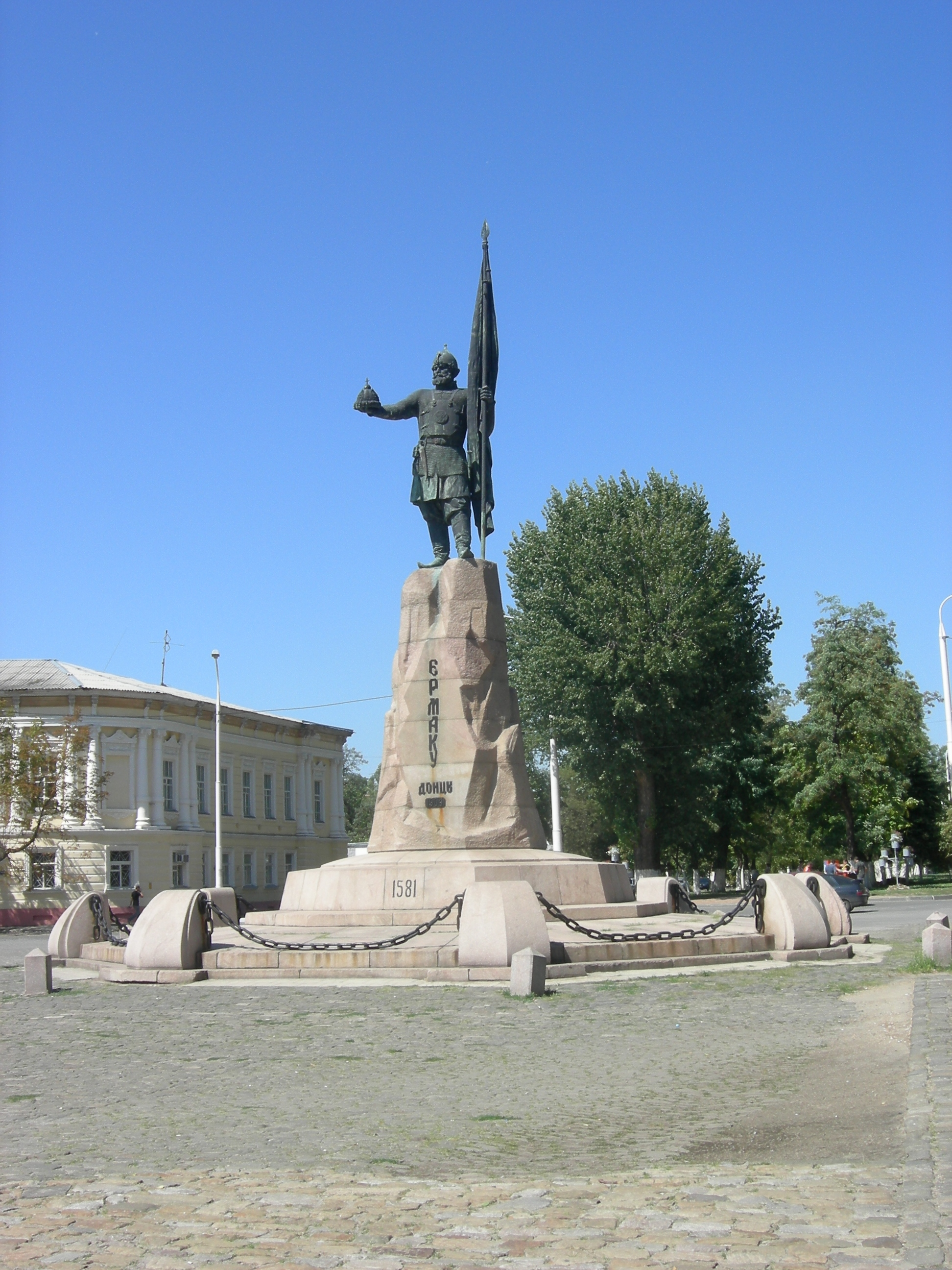
Памятник Ермаку в Новочеркасске

Действие романа «Подвиг Ермака» происходит в эпоху Ивана Грозного. Первые главы посвящены деятельности на Дону Ермака, бывшего атаманом порубежного Качалинского городка. Ряд глав посвящён действиям казаков на Волге, их походу на Ливонскую войну. Обстоятельно и объективно раскрывается роль купцов Строгоновых в организации похода Ермаковой дружины в Сибирь, переход волжских, так называемых воровских, казаков от вольной, полуразбойной жизни к «государевой» службе как возможности заслужить «прощение прежних вин» и исполнения долга перед Отечеством. Во второй части романа изображен поход Ермака в Сибирь. Герой раскрывается в общении с казаками, местными жителями, в битвах, экстремальных ситуациях похода.
Свой последний бой Ермак принял в ночь с 5 на 6 августа 1585 года.

### Смерть Ермака
В августе 1585 года Ермак узнал, что в Сибирь идёт бухарский караван, и сам Кучум хочет перерезать ему путь, чтобы захватить товары. Ермак поспешил со своей дружиной на устье реки Вагая, впадающего в Иртыш, с тем чтобы дать каравану свободный путь по Иртышу. Утомившись от долгого перехода, он расположился с казаками на отдых вблизи реки. Ночь была дождливая и бурная. Все казаки заснули глубоким сном. Никто не ждал врага. Между тем татары во главе с самим ханам внезапно напали на лагерь и начали резать сонных. Ермак, ища спасения, бросился в Иртыш. Он хотел добраться до своей лодки, но струг стоял далеко от берега. Тяжелая броня потянула Ермака ко дну, и он утонул. Погибли также почти все его товарищи. Сибирь была покинута, но дело Ермака не пропало зря: его поход сокрушил мощь Сибирского ханства и открыл русским дорогу за Урал.
По его следам двинулись другие воеводы, которые в несколько следующих лет довершили разгром Кучума и окончательно присоединили его владения к Русскому царству.

## Публикации
- Гнутов В. П. Подвиг Ермака. Исторический роман. — Ростов н/Д: Ростовское книжное изд-во, 1986. — 366 с.